# Speed metal
Speed metal este un subgen extrem al muzicii heavy metal, apărut la sfârșitul anilor 1970 din New Wave of British Heavy Metal (NWOBHM) și hardcore punk. El este descris de Allmusic ca fiind o muzică "extrem de rapidă, abrazivă, și exigentă din punct de vedere tehnic".
"De obicei, acesta este considerat mai puțin abraziv și mai melodic decât thrash metal, arătând puțină influență de hardcore punk. Totuși, speed metal este de obicei mai rapid și mai agresiv decât heavy metalul tradițional, de asemenea, arătă mai multă înclinație spre un solo de virtuoz și oferă scurte pasaje instrumentale între strofe. Cântecele de speed metal fac frecvent uz de vocal extrem de expresiv, dar de obicei mai puțin probabil fac uz de vocal 'aspru' decât în cântecele de thrash metal."

## Caracteristici
- Rapiditate ritmică și armonică în care panația abundentă a riff-urilor este susținută de o pedală dublă.
- Tehnică și melodicitate subordonate utilizării a două chitare solo, oficiind în terță, cvintă, octavă sau aflate în "dialog".
- Utilizarea unei voci situate între virulență și cantabilitate, apropiate mai de grabă de heavy metal decât de thrash metal.

## Artiști cheie
Deși există puține formații care se încadrează total în acest gen, speed metal-ul este reprezentat de formații precum: Metallica (primul album),Megadeth, Children of Bodom, Cacophony, Motörhead, Annihilator, Rage, Racer X, Helloween sau Venom.
Speed Metal`ul este un subgen de Heavy Metal foarte putin definit , care a inceput sa se dezvolte in mijlocul spre sfarsitul anilor `70, si este progenitorul muzical direct al Thrash`ului. Cand Speed Metal`ul a iesit la iveala pentru prima data ca un gen, a făcut ca tempo-ul sa creasca instantaneu la trupe ca Black Sabbath, Led Zeppelin si Deep Purple, dar mentinand ideile melodie intacte. Speed Metal`ul isi poate gasi radacinile exacte in trupe de NWOBHM.
Multe trupe de Speed sunt de fapt alte subgenuri de Traditional Metal, precum Thrash si Power Metal. Asta se datoreaza faptului ca Speed Metal este responsabilul pentru dezvoltarea acestor genuri, desi trebuie mentionat ca a fost folosit de unele trupe de Glam Metal si NWOBHM in anii `80. Multe trupe japoneze din anii `80 pana in prezent pot fi numite Speed Metal , mai mult din cauza succesului enorm a trupei X Japan.

## Origini
Originea exacta a Speed Metal`ului este greu de stabilit in principal din cauza ca nu a fost considerat ca un subgen de Heavy Metal pana la inceputul anilor `80. In orice caz, multi considera prima piesa de Speed Metal fiind Deep Purple - Highway Star de pe albumul Machine Head din `72.
Au fost eforturi asemanatoare mai in trecut : Black Sabbath - Paranoid de pe albumul Paranoid din `70, sau Deep Purple - Speed King de pe albumul Fireball din 71.

### Alte influențe din metal

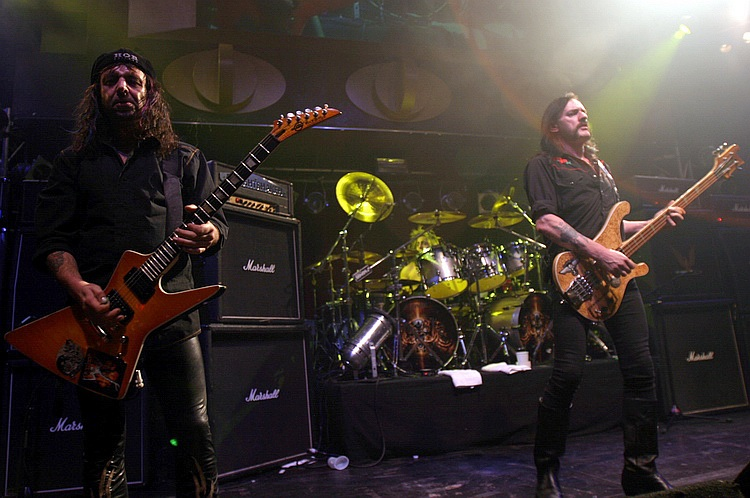
Motorhead evoluând în 2005

Motörhead adesea este considerată prima formație care a inventat/interpretat speed metal. Câteva din influențele timpurii ale speed metalului sunt cântecul "Children of the Grave" al lui Black Sabbath, "Fireball" de Deep Purple și "Stone Cold Crazy" de Queen (căruia în cele din urmă i-a făcut un cover formația thrash metal Metallica), de pe albumul lor din 1974 Sheer Heart Attack, și "Highway Star" de Deep Purple, de pe albumul Machine Head. Acesta din urmă a fost numit 'speed metalul timpuriu' de către Robb Reiner de la formația speed metalAnvil.

## Evoluție
Desi Judas Priest nu am scos un album intreg bazat pe Speed Metal pana la Painkiller in `90, multe dintre albumele anterioare contineau piese Speed Metal. Miscarea NWOBHM ajunsese la apogeu si multe trupe au imbratisat Speed Metal , precum venom care a imbinat stilul Motörhead cu voce agresiva si o atmosfera dura. Si trupa Iron Maiden a produs cateva piese Speed Metal , precum "Aces High" si "Invaders".
Trupa germana de Heavy Metal,Accept, a introdus Speed Metal pe scena Germaniei cu melodia "Fast As A Shark" din `82 si a influentat trupe mari ca Running Wild, Grave Digger, Helloween, Rage and Paradox , care mai tarziu au pus bazele Speed Metal`ului german.
Trupe care mai tarziu se vor transforma in Thrash Metal au avut inceputuri Speed Metal (inspirat din NWOBHM): Slayer- Show No Mercy, Metallica - Kill 'Em All, Anthrax - Fistful of Metal, Megadeth - Killing Is My Business... And Business Is Good!, Overkill - Feel The Fire. Aceste trupe sunt responsabile si pentru explozia de Thrash Metal de la mijlocul anilor `80.
Doua trupe totusi au rămas la stadiul de Speed Metal, refuzand sa urmeze directia muzicii. Este vorba despre Agent Steel si Exciter, care si-au definit stilul pe parcursul anilor.
Helloween este o trupa hibrid. Cu inceputuri de Speed Metal (albumul de debut Walls Of Jericho) , dupa care continuând cu Power Metal (Keeper of the Seven Keys, Parts I and II), ajungand la un moment dat la Heavy Metal iar acum inapoi la Power Metal.

### Speed Metal`ul in ziua de azi
In ziua de azi, Speed Metal`ul este foarte putin cunoscut ca o forma de arta decat cum era in anii `80. Trupele considerate Speed Metal sunt cele care si-au continuat stilul , iar cele nou aparute precum Gamma ray, Iron Savior , Rage si Primal Fear s-au inspirat din albumul Judas Priest "Painkiller"
Speed Metal`ul este adeseori confundat, si rar sunt trupe care canta aceste gen pur. Majoritatea sunt niste hibrizi. Multi considera Speed Metal`ul ca fiind doar o forma mai rapida de Heavy, Power sau Thrash si nu un subgen al Metal`ului.